# Сен-Жан-де-Рив
Сен-Жан-де-Рив (фр. Saint-Jean-de-Rives, окс. Sant Joan de Ribas) — коммуна во Франции, находится в регионе Юг — Пиренеи. Департамент — Тарн. Входит в состав кантона Лавор. Округ коммуны — Кастр.
Код INSEE коммуны — 81255.

## География

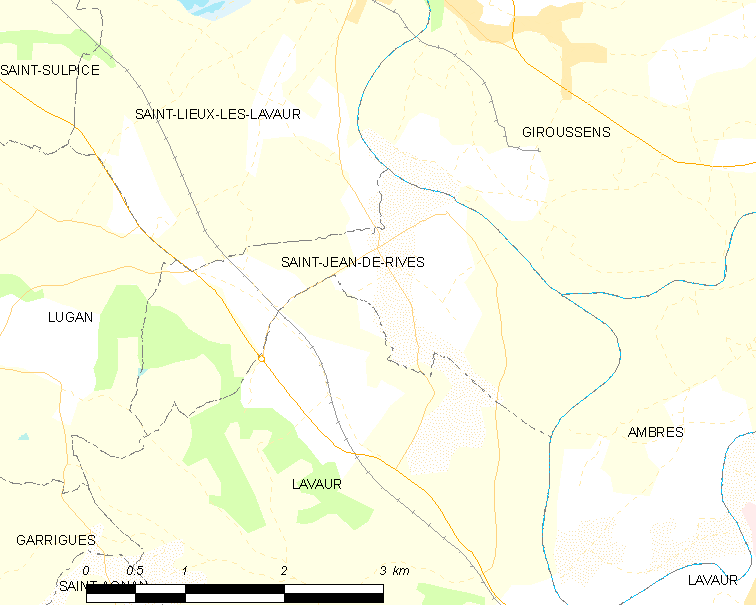
Карта коммуны

Коммуна расположена приблизительно в 570 км к югу от Парижа, в 31 км северо-восточнее Тулузы, в 37 км к юго-западу от Альби.
По территории коммуны протекает река Агу.

## Климат
Климат умеренно-океанический. Зима мягкая и дождливая, лето жаркое с частыми грозами. Ветры довольно редки.

## Население
Население коммуны на 2010 год составляло 408 человек.
| 1962 | 1968 | 1975 | 1982 | 1990 | 1999 | 2010 |
| ---- | ---- | ---- | ---- | ---- | ---- | ---- |
| 160  | 190  | 200  | 214  | 220  | 242  | 408  |

## Администрация
| Период | Период | Фамилия      | Партия | Примечания |
| ------ | ------ | ------------ | ------ | ---------- |
| 2001   | 2014   | Симон Алибер |        |            |
| 2014   | 2020   | Жан Сандра   |        |            |

## Экономика
В 2007 году среди 242 человек в трудоспособном возрасте (15—64 лет) 192 были экономически активными, 50 — неактивными (показатель активности — 79,3 %, в 1999 году было 75,0 %). Из 192 активных работали 174 человека (97 мужчин и 77 женщин), безработных было 18 (3 мужчин и 15 женщин). Среди 50 неактивных 18 человек были учениками или студентами, 16 — пенсионерами, 16 были неактивными по другим причинам.